# 消除烟草制品非法贸易议定书
《消除烟草制品非法贸易议定书》（英语：Protocol to Eliminate Illicit Trade in Tobacco Products，缩写ITP），是2012年11月12日通过的一项国际条约，旨在消除所有形式的烟草制品非法贸易。该议定书是《世界卫生组织烟草控制框架公约》第15条的补充，要求各缔约方采取措施打击烟草制品的非法贸易，如供应链控制措施以及执法和起诉方面的合作。根据规定，该议定书自2018年9月25日生效。 截至2023年11月21日，该议定书已有62个缔约方。

## 历史
2013年1月10日，中国常驻联合国日内瓦办事处和瑞士其他国际组织代表刘振民１０日在日内瓦世界卫生组织总部代表中国政府签署了《消除烟草制品非法贸易议定书》。 （页面存档备份，存于）